# Alfonso Chacón
Alfonso Chacón (in latino Alphonsus Ciacconius, italianizzato in Alfonso Ciacconio; Baeza, 1540 circa – Roma, 1599) è stato uno storico, filologo, religioso domenicano ed erudito spagnolo.

## Biografia
Nacque a Baeza, in Andalusia, verso il 1540. Entrò nell'ordine di domenicani e si dedicò all'insegnamento raggiungendo una grande reputazione. Fu inviato a Roma nel 1575 e fu nominato Patriarca titolare di Alessandria e penitenziere.
Compose molti lavori, in alcuni dei quali tuttavia sono date per vere tradizioni prive di attendibilità storica (per es., l'Historia ceu verissima a calumnijs multorum vindicata è intesa a confermare la storia della liberazione dell'anima di Traiano dall'inferno grazie alle preghiere di papa Gregorio I; in De signis sanctissimae crucis afferma che Sofronio Eusebio Girolamo rivestì la dignità di cardinale e che effettivamente una croce sarebbe apparsa a Costantino I e ai suoi soldati prima dello scontro con le truppe di Massenzio, ecc.).
Il suo principale lavoro è intitolato "Vita et res gestae Romanorum pontificum et cardinalium" che non fece in tempo tuttavia a terminare prima della morte; l'opera pertanto fu completata da un suo nipote e pubblicata nel 1601 in due volumi in folio. A causa dei numerosi errori, ne fu affidata una revisione a Girolamo Aleandro il giovane, Francisco Cabrera Morales e Andrea Vittorelli, ai quali si unì successivamente Ferdinando Ughelli; l'edizione emendata apparve nel 1630. 

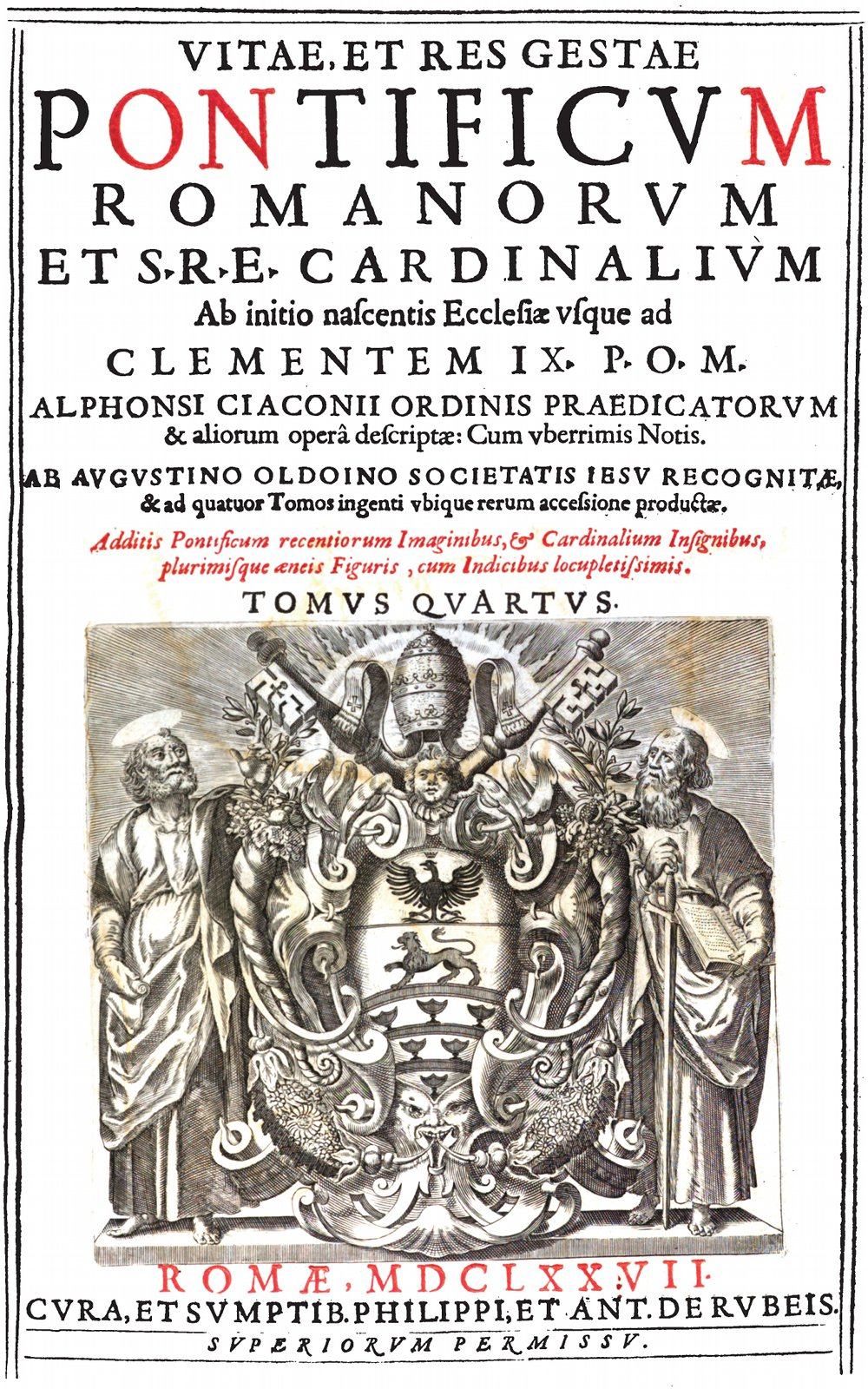
Frontespizio del Vitae et res gestae pontificum romanorum pubblicato nel 1677.

L'opera fu inoltre continuata da altri ecclesiastici e offerta a Clemente IX in una edizione in quattro volumi in folio pubblicata da Agostino Oldoini nel 1677. Chacón lasciò inoltre in manoscritto una "Biblioteca Universale degli Autori" che fu rinvenuta da François-Denis Camusat il quale la pubblicò a Parigi nel 1732 integrata con numerose note; è un lavoro bibliografico abbastanza utile, ma assolutamente inadeguato alle promesse del titolo, anche perché si arresta alla lettera "E".
Possedeva una nutrita collezione di autoritratti di personalità del suo tempo. Tra questi, Autoritratto nello studio di Lavinia Fontana.

## Opere
- Historia vtriusque belli Dacici a Traiano Caesare gesti, ex simulachris quae in columna eiusdem Romae visuntur collecta. Auctore f. Alfonso Ciacono Hispano, Cui accessit Historia ceu verissima a calumnijs multorum vindicata, eodem auctore, Romae : apud Franciscum Zanettum & Bartholomaeum Tosium socio, 1576
- Historia ceu verissima a calumnijs multorum vindicata, quae refert M. Vlpii Traiani Augusti animam precibus diui Gregorii pontificis Romani a Tartareis cruciatibus ereptam. Quod D. Hieronymus Stridonensis S.R.E. presbyter fuerit cardinalis tractatus duo. Auctore F. Alfonso Ciacono hispano doctore theologo, instituti Praedicatorum, & rom. pontificis poenitentiario, Venetiis : apud Dominicum Nicolinum, 1583
- De signis sanctissimae crucis, quae diuersis olim orbis regionibus, & nuper hoc anno 1591. in Gallia & Anglia diuinitus ostenta sunt, & eorum explicatione, tractatus, F. Alfonso Ciacone Biacensi auctore, Romae : apud Ascanium, & Hieronymum Donangelos, 1591
- De martyrio ducentorum monachorum S. Petri a Cardegna ordinis S. Benedicti Hispaniarum Burgensis dioecesis commentarius F. Alfonsi Ciaconis Biacensis, Romae : typis Bartholomaei Bonfadini, 1594
- Istoria del M.R.P. Fr. Alfonso Giaccone, nella quale si tratta esser vera la liberazion dell'anima di Traiano imperatore dalle pene dell'inferno, per le preghiere di S. Gregorio papa. Fatta volgare dal M.R.P. maestro don Francesco Pifferi, monaco camald, In Siena : nella stamperia del Bonetto, 1595
- De ieiuniis et varia eorum apud antiquos obseruantia. Auctore f. Alfonso Ciacone Biacense ord. praed. doct. theologo, et paenitentiario apost. ad illustriss. et reuerendiss. D.D. Cynthium Aldobrandinum S.R.E. card. ampliss. et s.d.n. Clementis 8. nepotem, Romae : apud Stephanum Paulinum, 1599
- Raccolta di varie deuotioni diuisa in quattro parti. Data in luce per Alfonso Ciaccone di Baeza, l'anno del giubileo 1600. Parte prima, In Roma : appresso Stefano Paolini, 1600